# Unió de Lublin

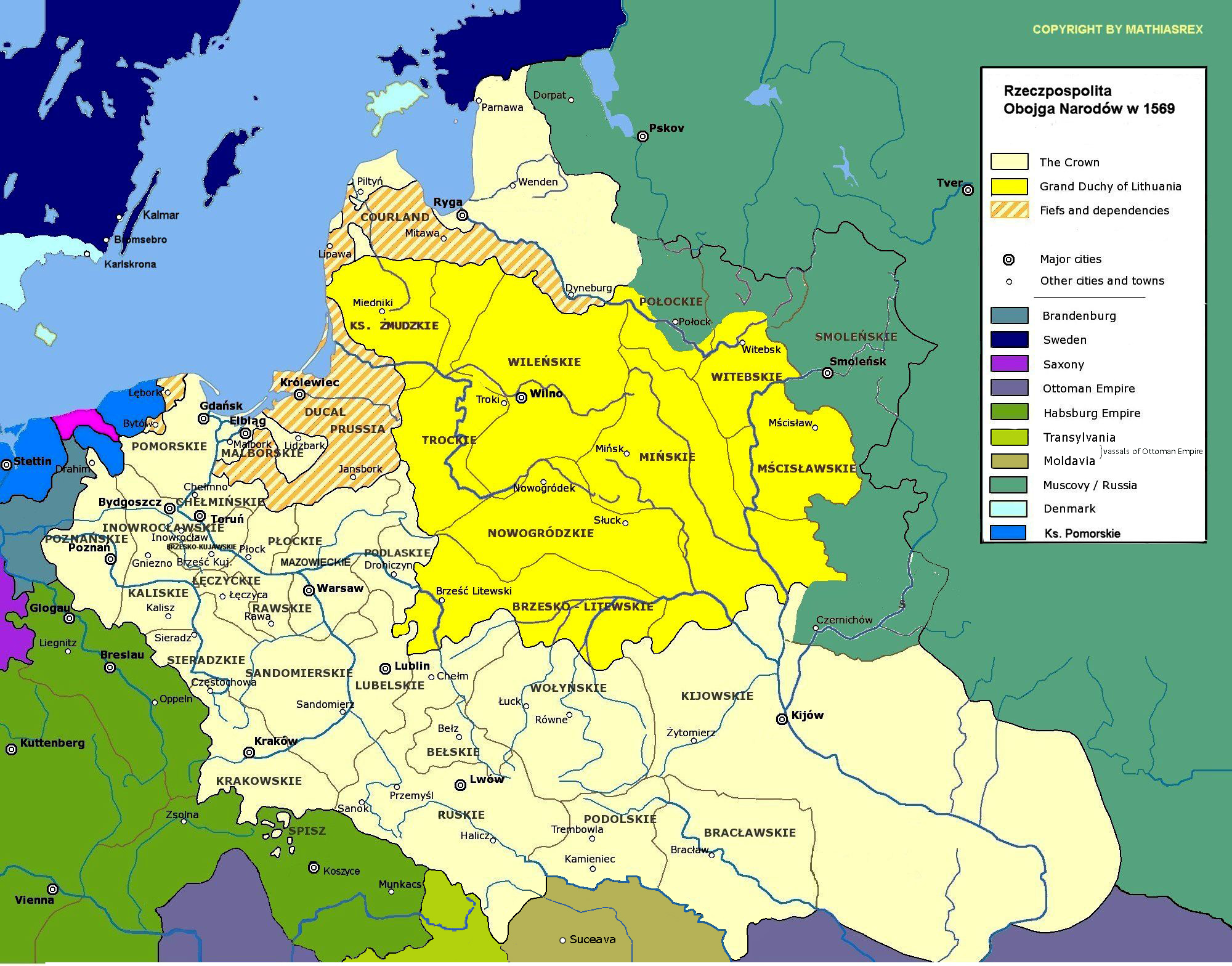
Mapa de la Unió

La Unió de Lublin (En polonès: Unia lubelska; en lituà: Liublino unija; en ucraïnès: Люблінська унія; en belarús: Люблінская унія) Es va signar l'1 de juliol de 1569, a Lublin, Polònia, i va crear un sol estat, la Mancomunitat de Polònia-Lituània.

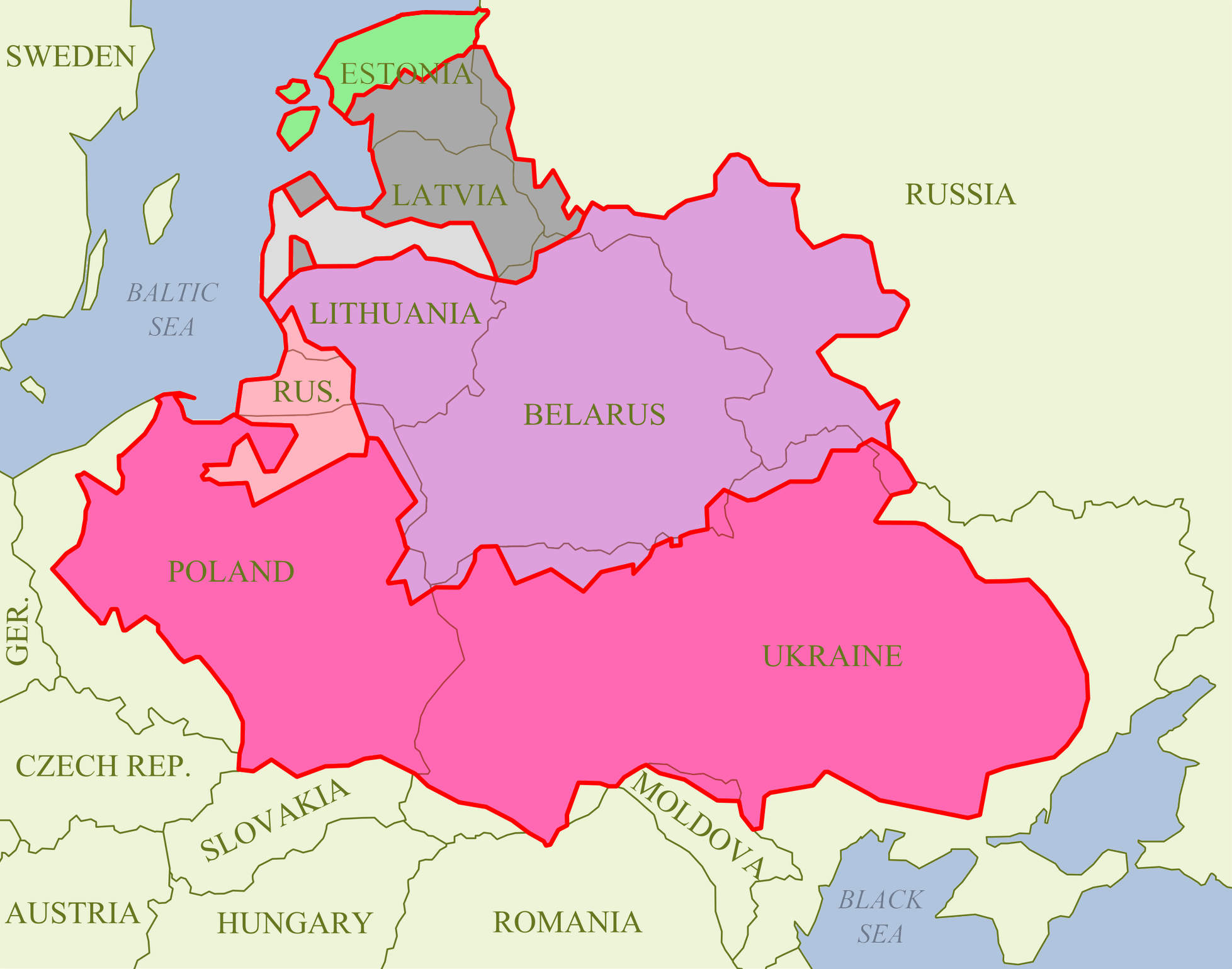
La Mancomunitat en 1619

La Mancomunitat va ser governada per un monarca únic escollit per portar a terme les funcions de rei de Polònia i Gran Duc de Lituània, i va governar amb un senat comú i un parlament (el Sejm). La Unió va ser una etapa d'evolució en l'aliança poloneso-lituana i la unió personal, necessària també per la posició perillosa de Lituània a les guerres amb el Tsarat Rus. La Unió consolidà la unió personal del Regne de Polònia amb el Gran Ducat de Lituània, en una unió real dels dos estats sota una sola monarquia electiva, ja que Segimon II August, l'últim dels Jagelló, no va tenir fills després de tres matrimonis. A més, l'autonomia de la Prússia Reial va ser en gran part abandonada.

## Antecedents
El 1547, el Gran Ducat de Moscou es va transformar en el Tsarat de Rússia, amb el coronament d'Ivan IV de Rússia com a tsar, que volia reunir les terres ètnicament rutenes de l'antic Rus de Kíev, aliant-se amb altres potències al voltant del Bàltic en la guerra de Livònia. El Gran Ducat de Lituània havia estat cada cop més en el bàndol perdedor a les Guerres moscovito-lituanes i en la segona meitat del segle xvi s'enfrontava a la derrota total en la guerra de Livònia i la incorporació al Tsarat Rus. La noblesa polonesa, en canvi, es mostrava reticent a oferir més ajuda a Lituània sense rebre res a canvi, i les elits polonesa i lituana van enfortir els vincles personals i van tenir oportunitats de planificar el seu futur unit durant l'augment de la cooperació militar.
El 1561, l'últim mestre de l'Orde de Livònia, Gotthard Kettler, pel Tractat de Vílnius va secularitzar i dissoldre l'orde i es convertí al luteranisme, i Rússia i Polònia-Lituània van signar una treva d'un any. El Ducat de Livònia es va lligar a Lituània en unió real des de la Unió de Grodno de 1566 convertit en un condomini polonès-lituà.

## El Sejm de 1569
El Sejm es va reunir el gener de 1569, prop de Lublin, però no va arribar a un acord. Un dels punts de discussió era el dret dels polonesos a establir-se i a posseir terres al Gran Ducat. Després que la major part de la delegació lituana liderada per Mikołaj Radziwiłł el Vermell del voivodat de Vílnius abandonés Lublin l'1 de març, Segimon II August va respondre annexionant el 6 de juny Podlàquia i Volínia a la Corona, amb una àmplia aprovació de la noblesa local. Aquestes terres històriques de Rus són més de la meitat de la Ucraïna moderna i aleshores eren una part substancial del territori del Gran Ducat de Lituània, i els nobles russos estaven ansiosos per aprofitar les oportunitats econòmiques i polítiques que oferia l'esfera polonesa i, en general, volien que les seves terres esdevinguessin part de la Corona polonesa.
Els lituans es van veure obligats a tornar al Sejm sota el lideratge de Jan Hieronimowicz Chodkiewicz (pare de Jan Karol Chodkiewicz) i a continuar les negociacions, utilitzant tàctiques lleugerament diferents de les de Radziwiłł. Tot i que la szlachta polonesa volia la plena incorporació del Gran Ducat de Lituània a la Corona, els lituans van continuar oposant-s'hi i van acceptar només un estat federal. El 28 de juny de 1569, les últimes objeccions van ser superades, i el 4 de juliol, un acte va ser signat en conseqüència pel rei al castell de Lublin. La Unió va ser un dels canvis constitucionals necessaris per establir una monarquia electiva formal, que regnaria simultàniament sobre ambdós dominis.

## La Unió
La Unió constituí un esdeveniment crucial en la història d'aquestes nacions però ha estat vista de manera molt diferent per diversos historiadors. Els historiadors polonesos es concentren en els aspectes positius, posant l'accent en la seva creació pacífica, voluntària i el seu paper en la difusió de la cultura polonesa. Els historiadors lituans, en canvi, són més crítics amb la Unió, assenyalant que estava dominada pel Regne de Polònia. La Llibertat daurada és el nom que va rebre el sistema polític de la Confederació des de 1569, articulat entorn del poder dels szlachta o nobles locals que tenien dret a escollir el rei que liderés el país i a establir els límits del seu domini. El monarca havia de retre comptes a un parlament oligàrquic de nobles que podien vetar mesures que els afectessin directament com canvis en el règim fiscal o fins i tot deposar el rei si aquest persistia a aplicar-les. El sistema també garantia la llibertat religiosa i una àmplia autonomia regional (tot i que amb una clara hegemonia dels territoris polonesos). El règim s'oposava al centralisme dels països europeus de l'època i va ser àmpliament contestat, tant pels veïns com per les classes populars, sense gairebé drets, però va servir de model per a iniciatives democràtiques i confederals posteriors. El poder reial va anar minvant, i mentre els estats veïns van continuar evolucionant cap a monarquies absolutes fortes i centralitzades, la mancomunitat va evolucionar cap a una anarquia política que finalment li va costar la seva mateixa existència.

## El final de la mancomunitat
La Unió de Lublin va ser substituïda per la Constitució de Maig de Polònia de 1791, en virtut de la qual la mancomunitat federal havia de ser transformada en un estat unitari pel rei Estanislau August Poniatowski. L'estatus d'estat semifederal va ser restaurat per la Garantia Recíproca de Dues Nacions. La constitució no es va implementar completament, però, i la mancomunitat es va acabar amb les particions de Polònia el 1772, 1793 i 1795 entre l'Imperi Austrohongarès, el Regne de Prússia i l'Imperi Rus. Després del motí de Żeligowski després del qual es va ocupar la regió de Vílnius, la capital de Lituània, i que finalment va portar a l'annexió d'aquesta a la República de Polònia el 1922, els lituans van renunciar formalment a la Unió de Lublin de 1569.